# Stożki
Stożki (Conidae) – rodzina morskich ślimaków o bardzo okazałej muszli, osiągającej ponad 20 cm długości.

## Charakterystyka muszli
Muszle stożków mają kształt dwóch złożonych ze sobą stożków – górny to skrętka, a dolny to ostatni skręt. W zależności od gatunku skrętka może być wysoka (np. Conus gloriamaris) lub praktycznie zupełnie płaska (Conus litteratus). Stożki tworzą zróżnicowane i bogate wzory na muszlach, składające się zazwyczaj z zygzaków, linii prostych, kropek lub ich kombinacji, przez co są uważane (obok porcelanek) za muszle najbardziej poszukiwane przez kolekcjonerów. Spore różnice w ubarwieniu i układzie wzorów mogą występować również w obrębie jednego gatunku, co sprawia iż praktycznie niemożliwe jest znalezienie dwóch identycznych okazów.

## Tryb życia
Stożki zamieszkują liczne morza tropikalne zarówno na płytkim dnie w pobliżu brzegu, jak i głębiej – zazwyczaj pod skałami, w szczelinach raf koralowych, na łąkach morskich.
Wszystkie znane gatunki stożków (ok. 500 w roku 2008) są drapieżnikami unieruchamiającymi swoje ofiary za pomocą jadu. Polują na inne ślimaki, robaki i ryby. Zaopatrzone są w strzałkę jadową, przez którą wstrzykują do ciała ofiary neurotoksynę zwaną konotoksyną lub konopeptydem. Każda strzałka jadowa może być użyta tylko raz, po czym jest wymieniana na nową ze specjalnego zasobnika. Paraliż niewielkich zwierząt następuje praktycznie natychmiast. Ofiara jest następnie pochłaniana za pomocą ssawki i trawiona w ciągu 1–2 h. Następnie niestrawione pozostałości, np. łuski, kości oraz zużyta strzałka jadowa, są wydalane.

## Toksyny stożków
Toksyny stożków są bardzo silne i mogą zabić człowieka w ciągu kilku-kilkudziesięciu minut. Poszkodowani nie odczuwają silnego bólu, gdyż jad zawiera substancję znieczulającą. Do roku 2004 zarejestrowano 30 wypadków śmiertelnych spowodowanych przez stożki.
Konopeptydy zbudowane są z 10–60 reszt aminokwasowych. Ze względu na swoje właściwości farmakologiczne są badane jako potencjalne leki przeciwbólowe w schorzeniach układu nerwowego, nowotworach i bólu chronicznym oraz jako leki przeciwpadaczkowe. W roku 2004 jeden z konopeptydów, zikonotyna (pochodząca ze stożka Conus magus), został zarejestrowany przez FDA, a w różnych etapach badań klinicznych było 6 konotoksyn z różnych gatunków stożków.
Konotoksyny pozyskiwane są jako substancje naturalne, jednak ich zbiór jest niebezpieczny, a hodowla stożków w niewoli jest trudna. Konopeptydy produkowane są również metodami chemicznymi, z wykorzystaniem techniki syntezy oligopeptydów na podłożu stałym lub metodami biotechnologicznymi.

## Przegląd gatunków
- Najczęściej spotykane stożki:
  - Conus geographus – stożek geograficzny
  - Conus imperialis – stożek królewski
  - Conus litteratus – stożek literacki
  - Conus marmoreus – stożek marmurowy
  - Conus textile – stożek tekstylny
  - Conus virgo – stożek dziewiczy
  - Conus purpurascens – stożek purpurowy
  - Conus bengalensis – stożek bengalski
  - Conus circumcisus
  - Conus generalis – stożek główny
  - Conus gloriamaris
  - Conus hirasei

## Systematyka
Wszystkie wyróżnione rodzaje stożków (J.K. Tucker & M.J. Tenorio, 2009 oraz Bouchet et al., 2011) rodzaje stożków są następujące:

- Africonus Petuch, 1975,
- Asprella Schaufuss, 1869,
- Austroconus Tucker & Tenorio, 2009,
- Bathyconus Tucker & Tenorio, 2009,
- Calamiconus Tucker & Tenorio, 2009,
- Calibanus da Motta, 1991,
- Californiconus Tucker & Tenorio, 2009,
- Chelyconus Mörch, 1852,
- Conasprella Thiele, 1929,
- Conasprelloides Tucker & Tenorio, 2009,
- Conus Linnaeus, 1758,
- Cornutoconus Suzuki, 1972: synonim Taranteconus Azuma, 1972
- Cylinder Montfort, 1810
- Dalliconus Tucker & Tenorio, 2009,
- Darioconus Iredale, 1930,
- Dauciconus Cotton, 1945,
- Dendroconus Swainson, 1840,
- Ductoconus da Motta, 1991,
- Dyraspis Iredale, 1949,
- Endemoconus Iredale, 1931,
- Eremiconus Tucker & Tenorio, 2009,
- Eugeniconus da Motta, 1991,
- Floraconus Iredale, 1930,
- Fulgiconus da Motta, 1991,
- Fusiconus da Motta, 1991,
- Gastridium Modeer, 1793,
- Genuanoconus Tucker & Tenorio, 2009,
- Gladioconus Tucker & Tenorio, 2009,
- Globiconus Tucker & Tenorio, 2009,
- Gradiconus da Motta, 1991,
- Harmoniconus da Motta, 1991,
- Hermes Montfort, 1810,
- Jaspidiconus Petuch, 2004,
- Kalloconus da Motta, 1991,
- Kenyonia Brazier, 1896,
- Ketyconus da Motta, 1991,
- Kioconus da Motta, 1991,
- Kohniconus Tucker & Tenorio, 2009,
- Kurodaconus Shikama & Habe, 1968,
- Lamniconus da Motta, 1991,
- Lautoconus Monterosato, 1923,
- Leporiconus Iredale, 1930,
- Leptoconus Swainson, 1840,
- Lilliconus Raybaudi Massilia, 1994,
- Lindaconus Petuch, 2002,
- Lithoconus Mörch, 1852,
- Lividoconus Wils, 1970,
- Miliariconus Tucker & Tenorio, 2009,
- Monteiroconus da Motta, 1991,
- Nataliconus Tucker & Tenorio, 2009,
- Parviconus Cotton & Godfrey, 1932,
- Perplexiconus Tucker & Tenorio, 2009,
- Phasmoconus Mörch, 1852,
- Pionoconus Mörch, 1852,
- Plicaustraconus Moolenbeek, 2008,
- Profundiconus Kuroda, 1956,
- Protoconus da Motta, 1991,
- Protostrioconus Tucker & Tenorio, 2009,
- Pseudoconorbis Tucker & Tenorio, 2009,
- Pseudolilliconus Tucker & Tenorio, 2009,
- Pseudonoduloconus Tucker & Tenorio, 2009,
- Puncticulis Swainson, 1840,
- Purpuriconus da Motta, 1991,
- Pyruconus Olsson, 1967,
- Quasiconus Tucker & Tenorio, 2009,
- Rhizoconus Mörch, 1852,
- Rhombiconus Tucker & Tenorio, 2009,
- Rolaniconus Tucker & Tenorio, 2009,
- Sciteconus da Motta, 1991,
- Seminoleconus Petuch, 2003,
- Spuriconus Petuch, 2003,
- Stellaconus Tucker & Tenorio, 2009,
- Stephanoconus Mörch, 1852,
- Strategoconus da Motta, 1991,
- Taranteconus Azuma, 1972,
- Tenorioconus Petuch & Drolshagen, 2011,
- Textilia Swainson, 1840,
- Trovaoconus Tucker & Tenorio, 2009,
- Turriconus Shikama & Habe, 1968,
- Varioconus da Motta, 1991,
- Viminiconus Tucker & Tenorio, 2009,
- Virgiconus Cotton, 1945,
- Virroconus Iredale, 1930,
- Vituliconus da Motta, 1991,
- Ximeniconus Emerson & Old, 1962,
- Yeddoconus Tucker & Tenorio, 2009

## Galeria

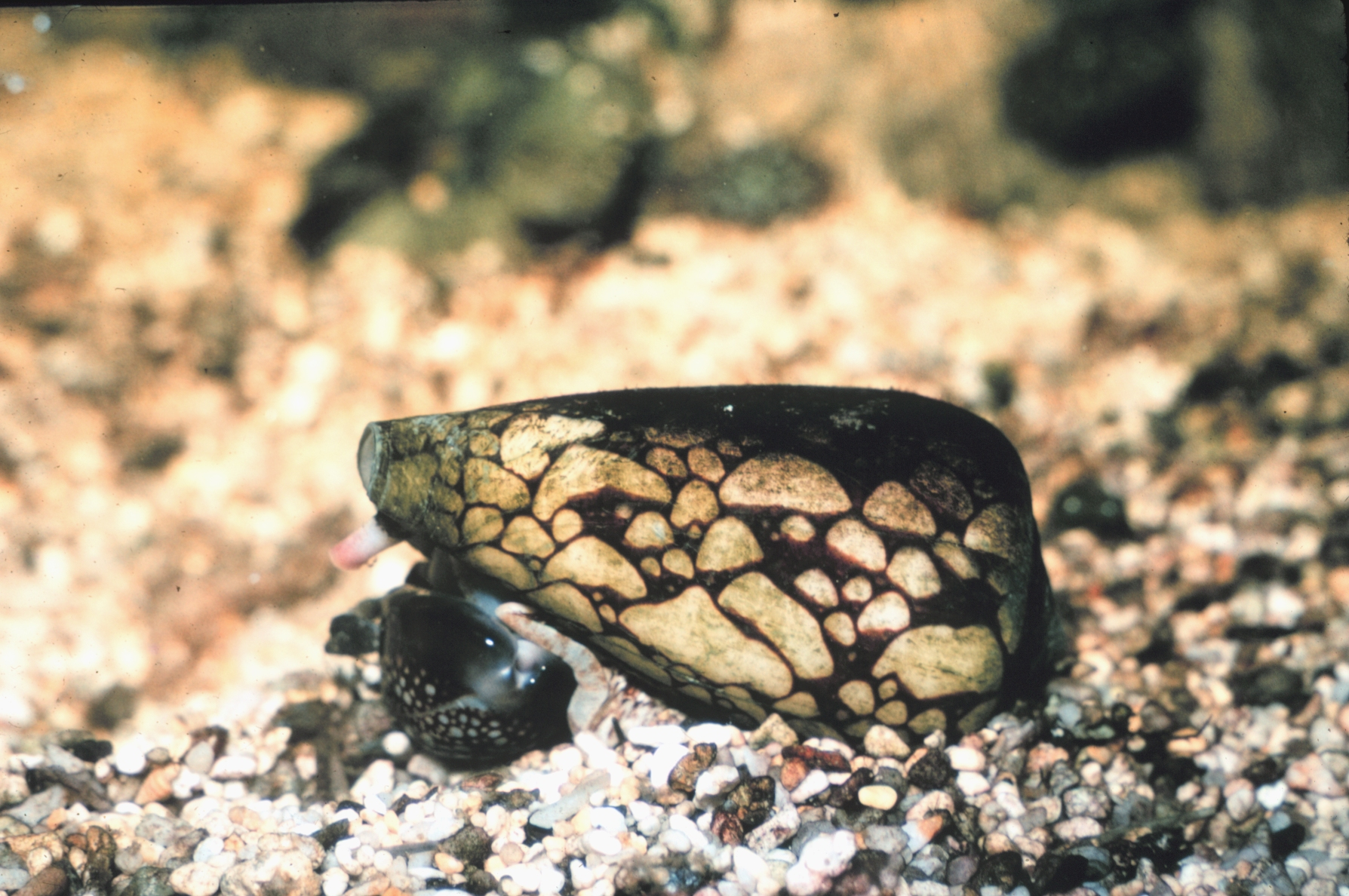
Stożek Conus marmoreus żywiący się porcelanką Cypraea caputserpentis
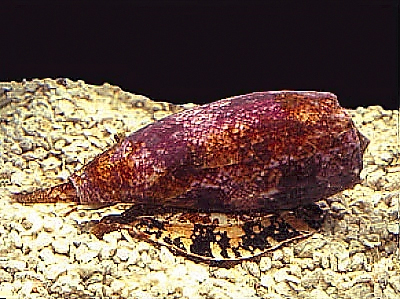
Polujący stożek Conus geographus
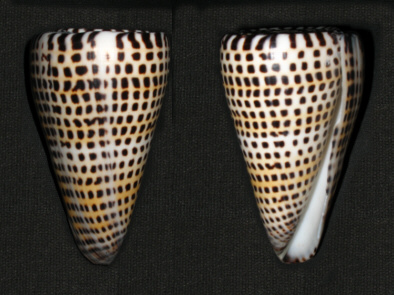
Muszla stożka Conus litteratus
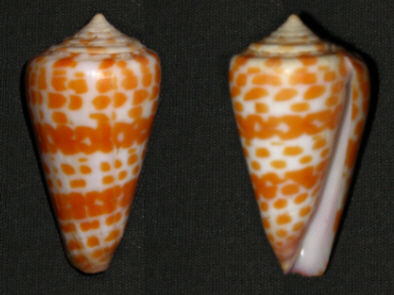
Muszla stożka Conus tessulatus